# Jason Cirone
Jason Cirone (Toronto, Canadá; 21 de febrero de 1971 – 2 de octubre de 2024) fue un jugador italiano de hockey sobre hielo nacido en Canadá que jugó en la posición de centro.

## Estadísticas

### Equipo
| 1986–87   | Toronto Red Wings U18 AAA     | GTHL      | 36  | 53  | 64  | 117 | 125 | —  | —  | — | —  | —  |
| 1987–88   | Cornwall Royals               | OHL       | 53  | 12  | 11  | 23  | 41  | 11 | 1  | 2 | 3  | 4  |
| 1988–89   | Cornwall Royals               | OHL       | 64  | 39  | 44  | 83  | 67  | 17 | 19 | 8 | 27 | 14 |
| 1989–90   | Cornwall Royals               | OHL       | 32  | 21  | 43  | 64  | 56  | 6  | 4  | 6 | 10 | 14 |
| 1990–91   | Cornwall Royals               | OHL       | 40  | 31  | 29  | 60  | 66  | —  | —  | — | —  | —  |
| 1990–91   | Windsor Spitfires             | OHL       | 23  | 27  | 23  | 50  | 31  | 11 | 9  | 8 | 17 | 14 |
| 1991–92   | Winnipeg Jets                 | NHL       | 3   | 0   | 0   | 0   | 2   | —  | —  | — | —  | —  |
| 1991–92   | Moncton Hawks                 | AHL       | 64  | 32  | 27  | 59  | 124 | 10 | 1  | 1 | 2  | 8  |
| 1992–93   | HC Asiago                     | ITA       | 16  | 6   | 5   | 11  | 18  | —  | —  | — | —  | —  |
| 1993–94   | Cincinnati Cyclones           | IHL       | 26  | 4   | 2   | 6   | 61  | —  | —  | — | —  | —  |
| 1993–94   | Birmingham Bulls              | ECHL      | 11  | 3   | 3   | 6   | 45  | 10 | 8  | 8 | 16 | 67 |
| 1994–95   | Cincinnati Cyclones           | IHL       | 74  | 22  | 15  | 37  | 170 | 9  | 1  | 1 | 2  | 14 |
| 1995–96   | Rochester Americans           | AHL       | 24  | 4   | 5   | 9   | 34  | —  | —  | — | —  | —  |
| 1995–96   | San Diego Gulls               | WCHL      | 3   | 2   | 1   | 3   | 20  | —  | —  | — | —  | —  |
| 1995–96   | Los Angeles Ice Dogs          | IHL       | 26  | 8   | 10  | 18  | 47  | —  | —  | — | —  | —  |
| 1996–97   | Long Beach Ice Dogs           | IHL       | 11  | 4   | 3   | 7   | 14  | —  | —  | — | —  | —  |
| 1996–97   | Kansas City Blades            | IHL       | 70  | 18  | 38  | 56  | 88  | 3  | 0  | 3 | 3  | 2  |
| 1997–98   | Kansas City Blades            | IHL       | 82  | 22  | 30  | 52  | 166 | 11 | 3  | 3 | 6  | 20 |
| 1998–99   | Kansas City Blades            | IHL       | 82  | 42  | 26  | 68  | 151 | 3  | 1  | 0 | 1  | 8  |
| 1999–2000 | Kansas City Blades            | IHL       | 71  | 19  | 24  | 43  | 133 | —  | —  | — | —  | —  |
| 2000–01   | Frankfurt Lions               | DEL       | 51  | 18  | 17  | 35  | 138 | —  | —  | — | —  | —  |
| 2001–02   | HC Asiago                     | ITA       | 37  | 20  | 13  | 33  | 77  | 4  | 0  | 1 | 1  | 4  |
| 2002–03   | HC Asiago                     | ITA       | 33  | 16  | 18  | 34  | 124 | 11 | 3  | 2 | 5  | 22 |
| 2003–04   | HC Asiago                     | ITA       | 38  | 31  | 21  | 52  | 79  | 12 | 6  | 5 | 11 | 16 |
| 2004–05   | HC Asiago                     | ITA       | 18  | 1   | 13  | 14  | 34  | 3  | 0  | 1 | 1  | 2  |
| 2005–06   | HC Asiago                     | ITA       | 46  | 18  | 31  | 49  | 78  | —  | —  | — | —  | —  |
| 2006–07   | Rio Grande Valley Killer Bees | CHL       | 59  | 28  | 35  | 63  | 84  | 5  | 0  | 1 | 1  | 4  |
| 2007–08   | Flint Generals                | IHL       | 63  | 21  | 41  | 62  | 64  | 5  | 0  | 1 | 1  | 2  |
| Total IHL | Total IHL                     | Total IHL | 505 | 160 | 189 | 349 | 894 | 31 | 5  | 8 | 13 | 46 |
| Total NHL | Total NHL                     | Total NHL | 3   | 0   | 0   | 0   | 2   | —  | —  | — | —  | —  |
| Total ITA | Total ITA                     | Total ITA | 188 | 92  | 101 | 193 | 410 | 30 | 9  | 9 | 18 | 44 |

### Selección nacional
| Año   | Selección | Evento |    | PJ | G | A  | Pts | PIM |
| ----- | --------- | ------ | -- | -- | - | -- | --- | --- |
| 2004  | Italia    | WC D1  | 5  | 2  | 1 | 3  | 10  |     |
| 2006  | Italia    | OG     | 5  | 1  | 1 | 2  | 6   |     |
| 2006  | Italia    | WC     | 6  | 0  | 2 | 2  | 18  |     |
| 2007  | Italia    | WC     | 6  | 2  | 2 | 4  | 4   |     |
| 2008  | Italia    | WC     | 5  | 3  | 1 | 4  | 0   |     |
| Total | Total     | Total  | 27 | 8  | 7 | 15 | 38  |     |